# 瓦卡魯薩 (印地安納州)
瓦卡魯薩（英語：Wakarusa）是一個位於美國印地安納州埃爾克哈特縣的城鎮。

## 人口
根據2010年美國人口普查的數據，瓦卡魯薩的面積為5.91平方千米，當中陸地面積為5.71平方千米，而水域面積為0.20平方千米。當地共有人口1758人，而人口密度為每平方千米297人。